# Suso (voetballer)
Jesús Joaquín Fernández Sáez de la Torre (Algeciras, 19 november 1993) - alias Suso - is een Spaans voetballer die doorgaans als aanvallende middenvelder speelt. Hij verruilde AC Milan in juli 2020 voor Sevilla FC, dat hem in januari 2020 al huurde met een optie tot koop. Suso debuteerde in 2017 in het Spaans voetbalelftal.

## Clubcarrière
Suso verhuisde in 2009 op voorspraak van toenmalig Liverpool-coach Rafael Benítez van de jeugd van Cádiz CF naar die van Liverpool FC. Hij maakte op 20 september 2012 zijn debuut in de hoofdmacht van de Engelse club, toen hij mocht beginnen in een Europa League-duel tegen Young Boys. Drie dagen later maakte Suso ook zijn debuut in de Premier League, toen hij tegen Manchester United na rust inviel voor de geblesseerde Fabio Borini. Coach Brendan Rodgers gaf Suso in het seizoen 2012/13 regelmatig speelminuten in het eerste team van Liverpool. Dat verhuurde hem gedurende het seizoen 2013/14 aan UD Almería, waar hij een jaar doorbracht als basisspeler in de Primera División. Na zijn terugkeer kwam hij bij Liverpool in de eerste helft van het seizoen 2014/15 echter niet verder dan een invalbeurt in het toernooi om de League Cup.
Liverpool verkocht Suso in januari 2015 aan AC Milan. Hier moest hij het in zijn eerste twee seizoenen onder coaches Filippo Inzaghi en Siniša Mihajlović doen met een handjevol wedstrijden. De Italiaanse club verhuurde hem in januari 2016 vervolgens aan Genoa CFC. Toen hij in juli 2016 weer aansloot, bemachtigde hij onder coach Vincenzo Montella wel een basisplaats bij AC Milan. Die stond hij daarna drieëneenhalf seizoen niet meer af. AC Milan verhuurde Suso in januari 2020 voor anderhalf seizoen aan Sevilla FC. In zijn eerste halfjaar maakte hij een doelpunt en verzorgde een assist in negentien officiële wedstrijden.
In juli 2020 werd de optie tot koop gelicht door Sevilla FC. In de huurovereenkomst was namelijk bepaald dat hij definitief overgenomen zou worden indien Sevilla zich zou kwalificeren voor de Champions League. De club maakte bekend 21 miljoen euro te betalen voor de flankspeler, die een contract tekende voor vijf seizoenen.

## Clubstatistieken
| Seizoen | Club         | Land              | Competitie       | Competitie | Competitie | Beker | Beker | Internationaal | Internationaal | Totaal | Totaal |
| Seizoen | Club         | Land              | Competitie       | Wed.       | Dlp.       | Wed.  | Dlp.  | Wed.           | Dlp.           | Wed.   | Dlp.   |
| ------- | ------------ | ----------------- | ---------------- | ---------- | ---------- | ----- | ----- | -------------- | -------------- | ------ | ------ |
| 2012/13 | Liverpool FC | Vlag van Engeland | Premier League   | 14         | 0          | 2     | 0     | 4              | 0              | 20     | 0      |
| 2013/14 | → UD Almería | Vlag van Spanje   | Primera División | 33         | 3          | 2     | 0     | —              | —              | 35     | 3      |
| 2014/15 | Liverpool FC | Vlag van Engeland | Premier League   | 0          | 0          | 1     | 1     | 0              | 0              | 1      | 1      |
| 2014/15 | AC Milan     | Vlag van Italië   | Serie A          | 5          | 0          | 1     | 0     | —              | —              | 6      | 0      |
| 2015/16 | AC Milan     | Vlag van Italië   | Serie A          | 1          | 0          | 1     | 0     | —              | —              | 2      | 0      |
| 2015/16 | → Genoa CFC  | Vlag van Italië   | Serie A          | 19         | 6          | 0     | 0     | —              | —              | 19     | 6      |
| 2016/17 | AC Milan     | Vlag van Italië   | Serie A          | 34         | 7          | 2     | 0     | —              | —              | 36     | 7      |
| 2017/18 | AC Milan     | Vlag van Italië   | Serie A          | 35         | 6          | 5     | 1     | 10             | 1              | 50     | 8      |
| 2018/19 | AC Milan     | Vlag van Italië   | Serie A          | 35         | 7          | 2     | 0     | 4              | 1              | 41     | 8      |
| 2019/20 | AC Milan     | Vlag van Italië   | Serie A          | 16         | 1          | 1     | 0     | —              | —              | 17     | 1      |
| 2019/20 | → Sevilla FC | Vlag van Spanje   | Primera División | 17         | 1          | 0     | 0     | 6              | 1              | 23     | 2      |
| 2020/21 | Sevilla FC   | Vlag van Spanje   | Primera División | 0          | 0          | 0     | 0     | 0              | 0              | 0      | 0      |
| Totaal  | Totaal       | Totaal            | Totaal           | 209        | 31         | 17    | 2     | 24             | 3              | 251    | 36     |

## Interlandcarrière
Suso speelde voor zowel Spanje –17, –18, –19, –20 als –21. Hij begon in 2012 in elke wedstrijd van de Spaanse ploeg op het Europees kampioenschap onder 19, waarop hij met zijn land Europees kampioen werd en zijn eerste internationale prijs behaalde. Hij nam een jaar later met Spanje –20 deel aan het WK –20 van 2013. Suso debuteerde op 14 november 2017 in het Spaans voetbalelftal, in een oefeninterland in en tegen Rusland (3–3). Hij speelde die dag de eerste helft, waarna bondscoach Julen Lopetegui zes nieuwe spelers inbracht.

## Erelijst
| Competitie            | Aantal   | Jaren            |
| AC Milan              | AC Milan | AC Milan         |
| --------------------- | -------- | ---------------- |
| Supercoppa Italiana   | 1x       | 2016             |
| Sevilla FC            |          |                  |
| UEFA Europa League    | 2x       | 2019/20, 2022/23 |
| Spanje –19            |          |                  |
| Europees kampioen –19 | 1x       | 2012             |

1 Fernández ·
3 Pedrosa ·
4 Salas ·
6 Gudelj ·
7 Romero ·
8 Ortiz ·
9 Iheanacho ·
10 Suso ·
11 Lukebakio ·
12 Sambi Lokonga ·
13 Nyland ·
14 Peque ·
15 Montiel ·
16 Navas  ·
17 Ñíguez ·
18 Agoumé ·
19 Barco ·
20 Sow ·
21 Ejuke ·
22 Badé ·
23 Marcão ·
24 Nianzou ·
26 Sánchez ·
27 Idumbo Muzambo ·
31 Flores ·
32 Carmona ·
Coach: Pimienta
· Assistent-coach: García